# 미분소
미분소(微分素)는 함수의 무한히 작은 변화값을 나타내는 무한소 값으로, {\displaystyle \mathrm {d} y}와 같이 나타낸다. 보통 함수의 변화값을 나타내는 기호로는 {\displaystyle \Delta x}, {\displaystyle \delta x} 등이 있지만, {\displaystyle \mathrm {d} x}는 무한히 작은 값을 의미한다는 점에서 이들과 구별된다.
예를 들어, {\displaystyle y}가 {\displaystyle x}에 대한 함수일 때, {\displaystyle x}의 변화량 {\displaystyle \mathrm {d} x}와 {\displaystyle y}의 변화량 {\displaystyle \mathrm {d} y}는 도함수에 의하여 관계 맺어진다.
{\displaystyle \mathrm {d} y={\frac {\mathrm {d} y}{\mathrm {d} x}}\mathrm {d} x}
여기에서 {\displaystyle {\frac {\mathrm {d} y}{\mathrm {d} x}}}는 {\displaystyle y}를 {\displaystyle x}로 미분한 도함수이다. 이는 {\displaystyle {\frac {\Delta y}{\Delta x}}}가 {\displaystyle \Delta x}가 무한히 작아지면서 도함수가 된다는 생각을 내포한다.
미분소를 수학적으로 정의하는 방법에는 여러 가지가 있고, 이때 미분소는 일반적인 실수 범위의 수는 아니며, 선형 변환, 비표준해석학, 멱영원 등의 방법으로 정의할 수 있다.

## 곡선의 길이와 미분소
유클리드 공간 {\displaystyle \mathbb {R} ^{3}}에 존재하는 길 {\displaystyle \mathbf {c} \left(t\right)=x\left(t\right)\mathbf {i} +y\left(t\right)\mathbf {j} +z\left(t\right)\mathbf {k} }를 따라 운동하는 물체의 무한소 변위는 다음과 같다.
{\displaystyle d\mathbf {s} =dx\mathbf {i} +dy\mathbf {j} +dz\mathbf {k} =\left({\frac {dx}{dt}}\mathbf {i} +{\frac {dy}{dt}}\mathbf {j} +{\frac {dz}{dt}}\mathbf {k} \right)dt}
그리고 그 길이
{\displaystyle ds={\sqrt {dx^{2}+dy^{2}+dz^{2}}}={\sqrt {\left({\frac {dx}{dt}}\right)^{2}+\left({\frac {dy}{dt}}\right)^{2}+\left({\frac {dz}{dt}}\right)^{2}}}dt}
는 곡선의 길이의 미분소라고한다.
이 개념을 이용하면 곡선의 길이를 다음과 같이 아주 간단하게 나타낼 수 있다.
{\displaystyle \int _{t_{0}}^{t_{1}}ds}

## 참고 문헌
- Jerrold E. Marsden, Anthony J. Tromba (2003). 《Vector Calculus(Fifth Edition)》. W. H. Freeman and Company. ISBN 0-7167-4992-0.